# 橋本邦治
橋本 邦治（はしもと くにはる、1922年9月3日 - 2010年8月19日）は、東京府（現・東京都）府中市出身（東京市浅草区 (現・台東区浅草)生まれ）の競馬評論家。
父方の祖父は日本画家の橋本雅邦。

## 経歴
1923年9月1日に発生した関東大震災の影響で府中に移り、以後同所で育った。父が野戦重砲兵であったため、子供の頃から馬が好きであった。1933年に東京競馬倶楽部が従来使用していた目黒競馬場に代わる新競馬場を府中に新設したことが競馬との最初の出会いになり、1935年にはガヴアナーが東京優駿に勝利した後で急死して、墓地に運ばれる、悲運な姿を目撃している。
太平洋戦争真っ只中の1944年、東京高等農林学校を卒業。馬好きであったことから馬を主に扱っていた陸軍獣医学校に入学するも、間もなく終戦を迎えた。終戦後は競馬の仕事に携わりたいと考え、日刊スポーツ・大島輝久記者の仲介で記者としての職を得え、1949年の読売カップアラブ東西対抗から記者活動を開始。1951年には馬房によこたわるトキノミノルを見舞ったが、橋本は「これがあのダービー馬か」と目を疑いたくなるような寂しい姿を目撃した。獣医資格を持つ橋本は厩舎人の間でも一目置かれる存在となり、日刊スポーツでは公認競馬開始後から東京本社の初代本紙予想を担当したほか、編集委員や編集局次長などを歴任。
日本短波放送「中央競馬実況中継」で長きにわたり解説者を務めたほか、一時期は北海道テレビ放送「HTB土曜競馬中継」で松本憲二（競馬ブック）や森田始（ホースニュース・馬）と共に出演し、1968年にタケシバオーがワシントンDCインターナショナルに出走した際にはVOA日本語放送での中継番組での解説を務め、日本テレビ「11PM」で大橋巨泉と競馬コーナーを持ったこともあった。
1991年には地方競馬全国協会の機関誌『地方競馬』に連載されたコラムをまとめ、競馬に関する幅広い蘊蓄を90のチャプターに分けてエッセイ風に記した著書『話のかいば』でJRA賞馬事文化賞を受賞。晩年のJRA賞投票では、独特の投票を行うことでも知られた。
2010年8月19日8時56分、虚血性心疾患のため世田谷区の病院で死去。87歳没。